# Buck the World
Buck the World is het tweede album van Amerikaanse rapper Young Buck, dat op 27 maart 2007 onder G-Unit Records uitkwam. Hoewel het album een aantal positieve reacties kreeg, faalde het album om de uitmuntende prestaties van Bucks debuutalbum te evenaren. Buck the World kwam in de Billboard 200 weliswaar net als zijn voorganger binnen op #3, maar hield nauwelijks stand en zakte weg met een teleustellende 347.000 verkochte platen als resultaat in de VS.
De singles van het album waren achtereenvolgens "I Know You Want Me", "Get Buck" en "U Ain't Goin' Nowhere". "Hold On" is net als "Funeral Music" een diss track richting rapper Cam'ron, met wie G-Unit in begin 2007 in een hevige 'beef' zat verwikkeld.

## Tracklist
| #  | Titel                                  | Producer(s)                        | Gast(en)                       | Duur |
| -- | -------------------------------------- | ---------------------------------- | ------------------------------ | ---- |
| 1  | "Push 'Em Back"                        | Young RJ                           |                                | 3:55 |
| 2  | "Say It To My Face"                    | Jiggalo, Craig Lane (co-producer)  | Bun B, 8Ball & MJG             | 3:39 |
| 3  | "Buss Yo' Head"                        | J.U.S.T.I.C.E. League              |                                | 4:58 |
| 4  | "I Ain't Fucking Wit U!"               | Hi-Tek                             | Snoop Dogg, Trick Daddy & Dion | 3:43 |
| 5  | "Get Buck"                             | Polow Da Don                       |                                | 4:14 |
| 6  | "Buck The World"                       | Jake One                           | Lyfe Jennings                  | 3:46 |
| 7  | "Slow Ya Roll"                         | DOC & Gramps                       | Chester Bennington             | 3:43 |
| 8  | "Hold On"                              | Dr. Dre, Che Vicious (co-producer) | 50 Cent                        | 3:59 |
| 9  | "Pocket Full of Paper"                 | DJ Toomp                           | Young Jeezy                    | 3:45 |
| 10 | "Haters"                               | Vitamin D                          | Kokane                         | 4:10 |
| 11 | "U Ain't Goin' Nowhere"                | Dr. Dre & Mark Batson              | LaToiya Williams               | 3:59 |
| 12 | "Money Good"                           | Lil' Jon                           |                                | 4:12 |
| 13 | "Puff Puff Pass"                       | Tha Bizness                        | Ky-Mani Marley                 | 4:40 |
| 14 | "Clean Up Man"                         | Jake One, G Koop (co-producer)     |                                | 4:22 |
| 15 | "4 Kings"                              | Jazze Pha                          | T.I., Young Jeezy & Pimp C     | 4:52 |
| 16 | "I Know You Want Me"                   | Jazze Pha                          | Jazze Pha                      | 4:47 |
| 17 | "Lose My Mind"/"Funeral Music" (zie *) | Eminem/Key Kat                     | 50 Cent                        | 6:54 |

- Aan het eind van de track "Lose My Mind" begint na een pauze van een aantal seconden de track 'Funeral Music' van 50 Cent. De track is een diss naar collega-rapper Cam'ron en is een zogenaamde 'verborgen track', dat wil zeggen dat er geen credits worden vermeld op de tracklist en dat de luisteraar aan het eind van "Lose My Mind", veronderstellende dat het album is afgelopen, geconfronteerd wordt met een extra track. "Funeral Music" kent een door 50 zelf geregisseerde video en is geproduceerd door 'Key Kat'.